# NAVO-medaille
De NAVO-medaille is een onderscheiding van de Noord-Atlantische Verdragsorganisatie die wordt uitgereikt aan mensen die zich verdienstelijk hebben gemaakt ten opzichte van de NAVO, met name aan militairen en burgers die zich hebben ingezet in het kader van een door de NAVO geleide militaire operatie, zoals een vredesoperatie.

## NAVO artikel 5- en non-artikel 5-medaille
De medaille wordt in verschillende uitvoeringen uitgereikt, voor deelname aan de verschillende door de NAVO geleide (vredes)operaties. De bronskleurige medaille zelf is steeds hetzelfde, maar verschillende operaties hadden verschillende kleuren banen op het overwegend blauwe lint. Er wordt onderscheid gemaakt tussen “artikel 5”-operaties en “non-artikel 5”-operaties.
In december 2003 werden de linten voor de artikel 5 NATO medaille de non-artikel 5 NAVO-medaille gestandaardiseerd. Het lint van de artikel 5-medaille werd blauw, met twee wit-met-gouden banen, dat van de non-artikel 5-medaille hetzelfde, alleen met wit-met-zilveren banen.
Verschillende operaties of soorten operaties worden door middel van een zogenaamde "gesp" (een bronskleurig metalen balkje met tekst) op het lint aangegeven. Er bestaan onder andere gespen voor deelname aan SFOR en KFOR. Ook kan er een cijfer op het lint worden aangebracht, als iemand meerdere periodes aan dezelfde missie heeft deelgenomen.
De medaille wordt toegekend aan diegenen die 30 dagen of langer aaneengesloten hebben deelgenomen aan een NAVO-operatie en die hun taken goed hebben vervuld. Ook wordt de medaille toegekend aan personen die een NAVO-operatie gesteund hebben maar niet in het missiegebied zelf gestationeerd waren. In dat geval geldt dat er voor een periode van 60 dagen aaneengesloten of langer moet zijn deelgenomen.

## NATO Meritorious Service Medal
De NATO Meritorious Service Medal (MSM) werd voor het eerst toegekend in 2003 om medewerkers van de NAVO te waarderen en wiens persoonlijk initiatief en toewijding hun plicht te boven ging, en van grote waarde was voor hun collega's en voor de NAVO. De NATO MSM is de enige belangrijke onderscheiding voor individuele persoonlijke inspanningen voor NAVO-personeel. Deze onderscheiding is een persoonlijke onderscheiding die toegekend wordt door de secretaris-generaal van de NAVO, die elke voordracht ondertekent. Er worden jaarlijks 100-150 van deze medailles uitgereikt. De medaille kan zowel aan militairen als aan burgers worden toegekend. De NATO Meritorious Service Medal mag gedragen worden op het Nederlandse militaire uniform.
De NATO Meritorious Service Medal bestaat uit een zilverkleurige NAVO-medaille aan een blauw lint met aan beide randen vijf smalle banen (van binnen naar buiten: wit, zilver, wit, goud en wit).
|                                        |                                            |                                                  |
| NATO artikel 5 medaille                | NATO non-artikel 5 medaille                | NATO Meritorious Service Medal                   |
| Baton NATO artikel 5 medaille          | Baton NATO non-artikel 5 medaille          | NATO Meritorious Service Medal baton             |
| Baton NATO artikel 5 medaille en baton | Baton NATO non-artikel 5 medaille en baton | NATO Meritorious Service Medal medaille en baton |